# یان‌اوبا (آیدین‌تپه)
یان‌اوبا (به ترکی استانبولی: Yanoba) (به کردی: Aşorî) یک منطقهٔ مسکونی در ترکیه است که در آیدین‌تپه واقع شده‌است. یان‌اوبا ۵۷ نفر جمعیت دارد.